# Theater Terra
Theater Terra is een Nederlandse producent van voorstellingen en musicals voor kinderen en families. Theater Terra werd in 1977 opgericht. De belangrijkste theatermakers zijn componist / regisseur Fons Merkies, speler / regisseur Wesley de Ridder en decor-, poppen- en kostuumontwerper Kathelijne Monnens. Theater Terra werd vanaf 2014 geleid door producent Michiel Morssinkhof en maakte deel uit van Morssinkhof Terra Theaterproducties. In 2024 werd Terra Nova Theaterproducties de nieuwe eigenaar van Theater Terra, geleid door Britt van Schie en Amber Flach.
Theater Terra maakt bij veel voorstellingen gebruik van poppen die ruim een meter hoog zijn. De poppen worden bespeeld door acteurs in donkere kostuums,  waardoor de poppen over het hele speelvlak kunnen bewegen en de aandacht volledig op de poppen gericht is. Naast de poppenspelers is er een belangrijke rol voor acteurs en actrices in de voorstellingen. Bij alle voorstellingen van Theater Terra wordt gewerkt met inventieve decors. Daarnaast is muziek een belangrijk onderdeel van alle voorstellingen. De meeste voorstellingen van Theater Terra zijn musicals.

## Voorstellingen
Theater Terra is vooral bekend van voorstellingen gebaseerd op bekende kinderboeken, zoals Kikker, de musical (naar de boeken van Max Velthuijs), Dolfje Weerwolfje (naar een boek van Paul van Loon) en Kleine Ezel (naar boeken van Rindert Kromhout). Daarnaast vormen bekende sprookjes de basis voor verschillende voorstellingen, zoals De Kleine Zeemeermin en Aladdin.
Overzicht van de voorstellingen van Theater Terra:
- Kikker (2002)
- Dolfje Weerwolfje (2004)
- Kleine Ezel (2005)
- Muis (2005)
- Cas en Polle (2006)
- Matroos in de Doos (2007)
- Brief voor de Koning (2008)
- Kikker en zijn Vriendjes (2009)
- De Wonderlijke Reis van Mijnheer Prikkebeen (2009–2010)
- De Grote Avonturen van Kleine Mol (2010)
- De Oude Boom van Sofian (2010)
- Nieuwe Avonturen met Dolfje Weerwolfje (2010–2011)
- Spuit Elf (2011 – 2012)
- De gebroeders Leeuwenhart (2012)
- Koning van Katoren (2012–2013)
- Koekeloere (2013)
- Dribbel (2013–2014)
- De Vuurvogel (coproductie met Rotterdams Philharmonisch Orkest) (2013)
- Mr Finney (2013–2014)
- Het kerstverhaal van Kleine Ezel (2013–2014)
- Kikker Popconcert (2010, 2011, 2012 en 2014)
- Kikker is jarig (2014–2015)
- Midzomernachtsdroom (coproductie met Rotterdams Philharmonisch Orkest) (2014)
- Ali Baba en de 40 rovers (2015)
- Raad eens hoeveel ik van je hou (2015–2016)
- De Notenkraker (coproductie met Rotterdams Philharmonisch Orkest) (2015)
- Koning Arthur (2016)
- De Kabouter (2016–2017)
- Welterusten, Kleine Beer (2017-2018)
- De Kleine Zeemeermin (2018)
- Kikker en de Vallende Ster (2018-2019)
- Aladdin (2019)
- Kikker en het Avontuur (2019-2020)
- Peter Pan (2020)
- Sneeuwwitje (2021)
- De tovenaar van Oz (2022)
- Rapunzel (2023)
- Jungle Boek (2023)
- Winnie de Poeh (2023)
- Peter Pan (2024)
- De Klokkenluider van Notre Dame (2024)
- Belle en het Beest (2025)

Met Kikker, de musical won Dick Feld in 2003 de John Kraaijkamp Musical Award voor Beste Inhoudelijke Creatie. In 2009 won hij de prijs weer, nu voor het script van Kikker En Zijn Vriendjes.
Naast de voorstellingen in Nederland, speelt Theater Terra over de hele wereld, onder ander in de Verenigde Staten (inclusief Broadway), Canada, Verenigd Koninkrijk, Japan, China en Australië.